# Méthode de séparation membranaire
Les méthodes de séparation membranaire sont un procédé de séparation de fluides utilisant comme agent séparant une membrane synthétique qui est une couche mince de matière. L’épaisseur d’une membrane peut varier de 100 nm à un peu plus de 1 cm. Elle permet l’arrêt ou le passage sélectif de certaines substances dissoutes ou non dans un mélange, entre les deux milieux qu’elle sépare. La partie du mélange retenue par la membrane est appelée rétentat (ou concentrat) alors que celle qui traverse cette dernière est appelée perméat. La séparation se fait sous l’action d’une force motrice de transfert selon un mécanisme de séparation défini. Les caractéristiques des membranes sont déterminées par deux paramètres : la perméabilité et la sélectivité.

## Composés séparés par les membranes
Les mélanges à séparer peuvent être :
- homogènes : liquides miscibles ou gaz-gaz (perméation gazeuse...) ;
- hétérogènes : liquides non miscibles, liquide-solide, liquide-gaz.

Selon leur taille :
| Taille des composés à séparer | Type de composés à séparer                                                               | Exemples de méthodes de séparation membranaire | Exemples d'utilisation            |
| ----------------------------- | ---------------------------------------------------------------------------------------- | ---------------------------------------------- | --------------------------------- |
| > 104 nm                      | Particules fines ou grossières : sable, levure, pollen, cheveux, poil                    | Filtration et tamisage                         |                                   |
| 104 - 102 nm                  | Microparticules, macromolécules (polymères), micro-organismes, quelques virus, colloïdes | Microfiltration                                | Épuration des eaux, clarification |
| 102 - 100 nm                  | Nanoparticules, macromolécules, la plupart des virus                                     | Ultrafiltration                                | Séparation des protéines          |
| 100 - 10-0.5 nm               | Molécules                                                                                | Nanofiltration, osmose inverse                 | Déminéralisation                  |
| < 10-0.5 nm                   | Molécules, sels dissous                                                                  | Pervaporation, osmose inverse                  | Concentration                     |

## Modes de passage du fluide
Le mode d’opération d’une séparation membranaire peut être en continu, semi-continu ou en discontinu.
Selon le mode de passage du fluide à travers la membrane, les procédés de séparation membranaires sont classés en :
- frontales (dead-end filtration) : le flux du produit alimenté est perpendiculaire au filtre ;
- tangentielles : le flux du produit alimenté est parallèle au filtre, trois possibilités se présentent :
  - co-courant,
  - contre-courant,
  - courants croisés.

## Forces motrices de transfert
Le transfert peut avoir lieu sous l’effet de différentes forces motrices qui peuvent être :
- la différence de pression (procédés baro-membranaires[1]) : microfiltration (MF) (< 2 bars), ultrafiltration (UF) (1 – 10 bars), nanofiltration (NF) (3 – 20 bars), osmose inverse (OI) (10 - 80 bars), piezodialyse (PD) ;
- la force gravitationnelle : filtration particulaire (FP) ;
- la force centrifuge : filtration centrifuge (FC) ;
- la différence de température : distillation sur membrane (DM), thermoosmose (TO), thermodialyse (TD) ;
- la différence de concentration (potentiel chimique) : dialyse (D) comme l'hémodialyse (HD), osmose (O), pervaporation (PV), perstraction (PS), perméation de vapeur (PdV), perméation gazeuse (PG) ;
- la différence de tension électrique (potentiel électrique) (techniques électromembranaires : techniques de séparation électrochimique) : électrolyse à membrane (EM), électroosmose (EO), électrodialyse (ED), électrodialyse à membrane bipolaire (EDMB), électro-ultrafiltration (EUF).

## Mécanismes de séparation
Les mécanismes qui jouent un rôle dans la séparation membranaire peuvent être :
| Mécanisme            | Membrane                | Sources du transfert | Méthodes                       | Matières séparées                     |
| -------------------- | ----------------------- | --- | ------------------------------ | ------------------------------------- |
| Tamisage moléculaire | Poreuse                 | La différence de la taille des composants par rapport à celle des pores de la membrane                                                         | MF, UF, NF, FP, FC             | Macromolécules, colloïdes, particules |
| Sorption / diffusion | Dense                   | L’affinité de la membrane pour les molécules à séparer (sorption) et la facilité de ces molécules à diffuser à travers la membrane (diffusion) | PV, OI, PdV                    | Gaz, sels                             |
| Transfert d’ions     | Dense échangeuse d’ions | D’une part l’interaction ionique entre les ions de la membrane et ceux des mélanges à séparer et, d’autre part, l’action d’un champ électrique | Techniques électromembranaires | Ions                                  |

Le transfert peut aussi résulter d’une combinaison de ces différents mécanismes.

## Membranes
Selon leur origine, les membranes peuvent être issues de matériaux naturels (géologiques ou biologiques), artificiels (naturels modifiés chimiquement) ou synthétiques.
Selon leur composition, les membranes peuvent être :
- solides, liquides (un solvant ou une émulsion non miscible sépare deux solutions d'un même solvant) ou mixtes (liquides supportées par un solide poreux) ;
- inorganiques (céramique, verre ou métal), organiques (polymère réticulé ou non réticulé) ou mixtes (inorganiques et organiques) ;
- homogènes (un seul matériau) ou hétérogènes (composites…). Les membranes composites sont généralement composées de deux matériaux, le premier poreux (épaisseur de 50 à 100 μm) garantissant la résistance mécanique de la membrane et le second dense (épaisseur de 10 à 100 nm) assurant la perméabilité de cette dernière ;
- neutres ou ionophores (dialyse ionique, PD, ED...). Les membranes ionophores comportent des charges électriques et sont capables d'échanger des ions de signe opposé à leurs charges fixes. On distingue les membranes perméables aux anions, aux cations ou aux deux (membranes amphotères) ;
- hydrophiles ou hydrophobes. Les membranes organiques sont hydrophobes par nature. Le caractère hydrophile dépend essentiellement des groupes ionisés ou polaires des polymères utilisés. La liste suivante présente des polymères utilisés dans les membranes, du plus hydrophobe au plus hydrophile : polysulfone, PVDF, cellulose, polyamide aromatique, polyéther sulfone, cellulose régénérée[3].

Selon leur géométrie, les membranes peuvent être planes, tubulaires, spiralées ou en fibres creuses.
Selon leur morphologie, les membranes peuvent être :
- symétriques (isotropes) ou asymétriques (anisotropes). Les membranes anisotropes ont une épaisseur d'environ 0,2 mm et sont formées par une très fine couche de film sélectif dont l’épaisseur est de l’ordre de 0,2 μm (la vraie membrane), supportée par une structure poreuse rigide, résistant à des pressions élevées d’environ 30 bars[4] ;
- amorphes ou semi-cristallines ;
- denses, poreuses ou granulaires (filtration de l'eau sur du sable, de l'anthracite ou du charbon actif) :

| Morphologie des membranes       | Sous-classe | Dimension des pores | Exemples de méthodes de séparation membranaire |
| ------------------------------- | ----------- | ------------------- | ---------------------------------------------- |
| (Nano)Poreuses, selon l'IUPAC : | Macropores  | > 50 nm             | MF                                             |
| (Nano)Poreuses, selon l'IUPAC : | Mésopores   | 2 - 50 nm           | UF                                             |
| (Nano)Poreuses, selon l'IUPAC : | Micropores  | < 2 nm              | NF                                             |
| Denses (non-poreuses)           |             | < 100.5 nm          | PV, EO, OI, O, ED, PdV                         |

## Avantages
Les méthodes de séparation membranaire permettent de travailler dans les conditions favorables suivantes :
- une température modérée favorable à la séparation de composés thermosensibles ;
- un caractère compact et modulaire des installations et donc une construction sur mesure par ajout d’éléments standards et une maintenance relativement souple ;
- une extraction de produits en continu de milieux entièrement isolés de l’extérieur par le film séparateur et donc l’élimination de toute contamination croisée entre l’amont et l’aval ;
- une sélectivité élevée ;
- un coût d’exploitation modéré ;
- un temps de séparation relativement court ;
- un grand respect de l’environnement :
  - l'absence d’ajout de produits chimiques,
  - un très faible rejet de polluant,
  - un besoin énergétique moindre.

## Limitations et freins au développement
Malgré les nombreux avantages déjà cités, les méthodes membranaires souffrent encore de certaines limitations voire inconvénients :
- un coût d’investissement relativement élevé ;
- un traitement spécifique à certains types d’effluents ;
- le colmatage, par des particules ou des microorganismes et donc la diminution des flux transmembranaires et la nécessité de mettre en œuvre des opérations de lavage ;
- la durée de vie limitée des membranes ;
- le coût énergétique résultant des fortes pressions à appliquer.

Cependant, toutes les possibilités des procédés à membranes n’ont pas encore été explorées. En particulier, leur couplage avec d’autres procédés de séparations (distillation par exemple) ou procédés hybrides est un domaine encore relativement peu étudié.

## Exemples d'application
- Purification, concentration, fractionnement :
  - traitement des gaz avec des membranes denses (pervaporation et perméation gazeuse) ou poreuses (diffusion gazeuse)[6] ;
  - purification du gaz naturel, séparation de l'hydrogène dans les gaz de raffinerie[7], épuration du biogaz, notamment gaz de décharge[8] ;
  - dégazage des liquides ;
  - traitement de l'eau, dessalement de l’eau de mer ;
  - clarification des boissons, stérilisation membranaire du lait ;
  - désalcoolisation partielle ou totale des boissons alcoolisées pour fabriquer par exemple de la bière sans alcool ou du vin sans alcool.
- Production d'énergie :
  - pile à combustible ;
  - énergie osmotique : osmose à pression retardée et électrodialyse inverse.
- Techniques d'analyse :
  - osmométrie : mesure des masses molaires des molécules en solution à partir de la différence de la pression osmotique des deux côtés d'une membrane. Cette méthode s'applique notamment à la détermination de la masse molaire moyenne en nombre (Mn) des polymères[9].